# Boğazköy, Sarıyahşi
Boğazköy là một thị trấn thuộc huyện Sarıyahşi, tỉnh Aksaray, Thổ Nhĩ Kỳ. Dân số thời điểm năm 2010 là 762 người.